# Ів Фюре
Ів Фюре́ (фр. Yves Furet, повне ім'я — Ів Адріа́н Шарль Фюре́ (фр. Yves Adrien Charles Furet); 27 лютого 1916, Сен-Манде, Валь-де-Марн, Франція — 27 квітня 2009, Париж, Франція) — французький кіноактор, актор озвучування.

## Біографія
Ів Адріан Шарль Фюре народився 17 лютого 1916 року Сен-Манде, що в департаменті Валь-де-Марн у Франції. Його мати, оперна співачка, померла від епідемії іспанського грипу, коли він ще був немовлям. Його батько, віолончеліст, який згодом став диригентом у «Комеді Франсез», віддав Іва на виховання своїх батьків, що мешкали у Ліллі, де він і виріс. Навчався в Паризької консерваторії гри на віолончелі. У віці дев'ятнадцяти років, за підтримки французького актора Альбера Ламберта, він взяв участь у конкурсі «Maison de Molière» та отримав другу премію.
Наприкінці 1930 років, Ів Фюре спільно зі своїм другом Жоржем Ролліном заснував «Курс Фюре». У 1942 році він був прийнятий до «Комеді-Франсез». Під час німецької окупації Франції він працював на «Радіо Париж» («Radio paris»), основній радіостанції нацистських пропагандистських передач під час війни, за що був звільнений з театру в 1944 році. Кілька років по тому, Фюре повернувся на сцену престижного театру, де грав у кількох постановках класичного репертуару, в тому числі в «Севільському цирульнику» Бомарше та «Балконі» Жана Жене.
Ів Фюре дебютував у кіно 1942 року невеликою роллю у фільму «Закон про весну» поряд з Югетт Дюфло, Алісою Фільд, П'єром Ренуаром та його другом Жоржем Ролліном. У 1949 році він зіграв роль журналіста Фандор у «Фантомасі проти Фантомаса» режисера Робера Верне. Загалом за час своє кінокар'єри актор знявся у майже 20 фільмах.
Фюре плідно працював на дубляжі зарубіжних фільмів, озвучивши французькою мовою персонажів, зіграних Тайроном Пауером, Бобом Гоупом, Кірком Дугласом, Лоуренсом Олів'є та Джином Келлі. В той же час більшу частина своєї кар'єри актор присвятив сцені.
Ів Фюре помер 27 квітня 2009 року в Парижі у віці 93 років.

## Фільмографія (вибіркова)
| Рік  |   | Українська назва               | Оригінальна назва          | Роль         |
| ---- | - | ------------------------------ | -------------------------- | ------------ |
| 1942 | ф | Закон про весну                | La loi du printemps        | Жорж Бурдан  |
| 1942 | ф | Приватне життя                 | Vie privée                 | дизайнер     |
| 1943 | ф | Вовк Мальвенера                | Le loup des Malveneur      | Фірман       |
| 1944 | ф | Ангел ночі                     | L'ange de la nuit          | Гуго         |
| 1944 | ф | Перший у зв'язці               | Premier de cordée          | Жорж         |
| 1947 | ф | Жінка в червоному              | La femme en rouge          | Ролан Готьє  |
| 1947 | ф | Загублене село                 | Le village perdu           | Арсен        |
| 1949 | ф | Фантомас проти Фантомаса       | Fantômas contre Fantômas   | Жером Фандор |
| 1950 | ф | Повітряні авантюристи          | Les aventuriers de l'air   | П'єр Лагард  |
| 1950 | ф | Банк князя                     | Banco de Prince            | Прадьє       |
| 1952 | ф | Прокляті коханці               | Les amants maudits         |              |
| 1953 | ф | Сміх Парижа                    | Rires de Paris             | сутенер      |
| 1956 | ф | Дорога до раю                  | Le chemin du paradis       | Фред         |
| 1960 | ф | Бал шпигунів                   | Le bal des espions         |              |
| 1965 | ф | Лють у Байя для агента ОСС 117 | Furia à Bahia pour OSS 117 | Кларк        |

Озвучування, дубляж
- 1940 : Знак Зорро / The Mark of Zorro, реж. Рубен Мамулян — Дієго Вега
- 1941 : Дорога в Занзібар / Road to Zanzibar, реж. Віктор Шерцингер — Губерт Фрейзер
- 1942 : Чорний лебідь / The Black Swan, реж. Генрі Кінг — Джеймі Ворінг
- 1948 : Гамлет, реж. Лоуренс Олів'є — Гамлет
- 1950 : У повітрі, реж. П'єр Готра — оповідач
- 1950 : Трубач, реж. Майкл Кертіс — Рік Мартін
- 1952 : Співаючи під дощем, реж. Стенлі Донен та Джин Келлі: Дональд «Дон» Локвуд
- 1953 : Багряна завіса / Le rideau cramoisi, реж. Александр Астрюк — оповідач
- 1953 : Бонголо / Bongolo, реж. Андре Кован — оповідач французької версії
- 1956 : Дракула / Horror of Dracula, реж. Теренс Фішер — Дракула
- 1959 : Шериф / Warlock, реж. Едвард Дмитрик — Curley Burne
- 1959 : Троянда Багдада / La Rosa di Bagdad, реж. Антон Джино Доменігіні — оповідач